# ورزشگاه شهید حاجی بابایی
ورزشگاه شهید حاجی بابایی، ورزشگاهی برای فوتبال است که در همدان، ایران واقع شده‌است. این ورزشگاه در ۲۶ شهریور ۱۳۹۱ افتتاح شد و دارای ظرفیت صندلی همه صندلی ۱۰٫۰۰۰ است. این ورزشگاه خانه شهرداری همدان و پاس همدان است.